# 이경우 (조선귀족)
이경우(李卿雨, 일본식 이름: 大森卿弘오오모리 게이히로, 1918년 8월 22일 ~ ?)은 일제강점기의 조선귀족이자 군인이다. 본관은 경주, 본적은 서울특별시 성동구 홍익동이다. 남작 이주영의 증손자이자, 남작 이규환의 손자이다.

## 생애
1931년 3월 자신의 할아버지인 이규환이 받았던 남작 작위를 승계받았으며, 1945년 8월까지 창복회(昌福會)로부터 매달 교부금 150원을 받았다. 1933년 경복중학교에 입학했지만 1937년 중퇴했고, 일본 호세이 대학 예비과(1937년 ~ 1940년)와 경제학부(1940년 ~ 1942년)를 졸업했다. 1939년 10월 2일 일본 정부로부터 종5위에 서위되었으며, 1940년 일본 정부로부터 기원 2600년 축전 기념장을 받았다.
1942년 12월 일본군 학병으로 입대했으며, 1945년 8월까지 일본 고치현 부대에서 복무했다. 
광복 이후인 1949년 반민족행위특별조사위원회에 체포되어 조사를 받기도 했다. 
이후 은행원으로 근무하던 중 일가인 이시영 부통령의 소개로 신흥대학에서 경제학을 강의하였다.  
한국전쟁이 발발했을 때 역시 일가인 이종찬 장군의 추천으로 육군 소위로 현지 임관했다. 그러다 1·4후퇴 무렵 소식이 끊겼고 육본 기록에는 실종으로 처리되었다.  
민족문제연구소의 친일인명사전 수록자 명단의 수작/습작 부문과 친일반민족행위진상규명위원회가 발표한 친일반민족행위 705인 명단에 포함되었다.

## 참고자료
- 친일반민족행위진상규명위원회 (2009). 〈이경우〉. 《친일반민족행위진상규명 보고서 Ⅳ-11》. 서울. 706~711쪽.